# Jonny Bairstow
Pour les articles homonymes, voir Bairstow.
Jonathan Marc Bairstow, dit Jonny Bairstow, est un joueur de cricket international anglais né le 26 septembre 1989 à Bradford. Gardien de guichet comme son père David, ancien membre de l'équipe d'Angleterre, il débute avec le Yorkshire County Cricket Club en 2009. Il dispute ses premières rencontres avec la sélection nationale en ODI et en Twenty20 en 2011, et participe à son premier test-match en 2012.

## Biographie
Jonny Bairstow naît le 26 septembre 1989 à Bradford, dans le Yorkshire de l'Ouest. Il est le fils David Bairstow, ancien gardien de guichet du Yorkshire County Cricket Club et de l'équipe d'Angleterre de cricket, qui se suicide en 1998. Enfant, Jonny pratique le football au Leeds United, le rugby à XV et le cricket. Il suit les traces de son père dans ce dernier sport en étant membre des équipes de jeune du Yorkshire et de l'Angleterre, lui aussi au poste de gardien. Éduqué à la St Peters' School de York, il est mis à l'honneur par le Wisden Cricketers' Almanack pour sa saison 2007 avec l'équipe de l'école : il marque 654 courses à la moyenne de 218,00. Sa saison 2008 avec l'équipe réserve du Yorkshire, au cours de laquelle il totalise 308 courses à la moyenne de 61,60, lui vaut de signer son premier contrat professionnel avec le club.
Une blessure de Michael Vaughan lui permet de faire ses débuts en cricket « première-classe » en juin 2009 contre le Somerset, en tant que batteur uniquement. Il y réussit un score de 82 courses dans sa deuxième manche. Fin 2010, il fait partie du programme « England Performance » de la fédération anglaise qui vise à faire jouer ensemble des joueurs considérés comme prometteurs, et participe ainsi à un stage en Australie. Entre 2009 et 2011, il passe dix-sept fois la barre des 50 courses en 34 matchs catégorisés première-classe, sans parvenir à marquer son premier century. Il y parvient au début de la édition 2011 du County Championship, passant même la barre des deux-cents courses, avec un total de 205. Deux autres centuries suivent cette année-là, et il accumule 1213 points dans ce format cette saison-là, dont 1015 à la moyenne de 46,13 pour le Yorkshire, dont il est le meilleur batteur en termes de courses marquées.
En août 2011, Jonny Bairstow fait partie du groupe de l'équipe d'Angleterre, largement rajeunie pour l'occasion, qui doit affronter l'Irlande lors d'un ODI, mais ne joue pas la partie. En l'absence des batteurs Kevin Pietersen et Eoin Morgan, il dispute son premier ODI contre l'Inde en septembre de la même année. Il à cette occasion 41 courses en seulement 21 balles, permettant à sa sélection de remporter la rencontre et lui valant le titre d'« homme du match ». Il est alors convoqué pour tournée de l'équipe d'Angleterre en Inde à la fin de la même année. Un Twenty20 contre le Pakistan en février 2012 le voit marquer 60 courses face à 46 lancers. Au début de la saison 2012 du County Championship, il marque 182 courses en une manche contre le Leicestershire. En mai de la même année, l'équipe des Indes occidentales, qui fédère plusieurs nations des Caraïbes, effectue une tournée en Angleterre. Bairstow les affronte d'abord avec les Lions anglais, l'équipe réserve de l'Angleterre. Il est ensuite convoqué pour le premier test-match de la sélection face aux visiteurs, à Lord's, et dispute ainsi sa première rencontre à ce niveau, en tant que batteur uniquement.

## Principales équipes
| Équipe     | Test        | ODI    | Twenty20 |
| ---------- | ----------- | ------ | -------- |
| Angleterre | 2012 -      | 2011 - | 2011 -   |
| Équipe     | First-class | List A | Twenty20 |
| Yorkshire  | 2009 -      | 2009 - | 2010 -   |

## Honneurs
- Young Wisden Schools Cricketer of the Year en 2008 : Jonny Bairstow est le premier récipiendaire de cet honneur décerné par le Wisden Cricketers' Almanack qui distingue un élève pour ses performances dans les matchs inter-écoles[3].
- NBC Denis Compton Award en 2009, 2011[15].
- Désigné « jeune joueur de l'année » par le Cricket Writers' Club en 2011[9].